# Cojedes
Cojedes je jeden ze 23 spolkových států Venezuely. Má rozlohu 14 800 km² a žije v něm 323 165 obyvatel. Hlavním městem státu je San Carlos. Jde o druhý nejméně lidnatý stát ve Venezuele; z hlediska velikosti jde pak v rámci Venezuely o přibližně středně velký stát (zaujímá 1,62 % země).  